# Peugeot Lion VC2
La Peugeot Lion VC2 est un modèle automobile Double Phaéton fabriqué par le constructeur français Peugeot (nommé à l'époque « Peugeot Frères ») en 1909.

## Historique
À partir de 1905, Robert, Pierre et Jules Peugeot, les trois fils d'Eugène Peugeot, fabriquent des voitures de marque « Peugeot Frères » pour concurrencer les modèles « Automobile Peugeot » de leur oncle Armand Peugeot. Les deux marques fusionneront en Peugeot en février 1910 après le décès d'Eugène Peugeot. Robert Peugeot devient alors chef de famille et prend la tête du groupe. 

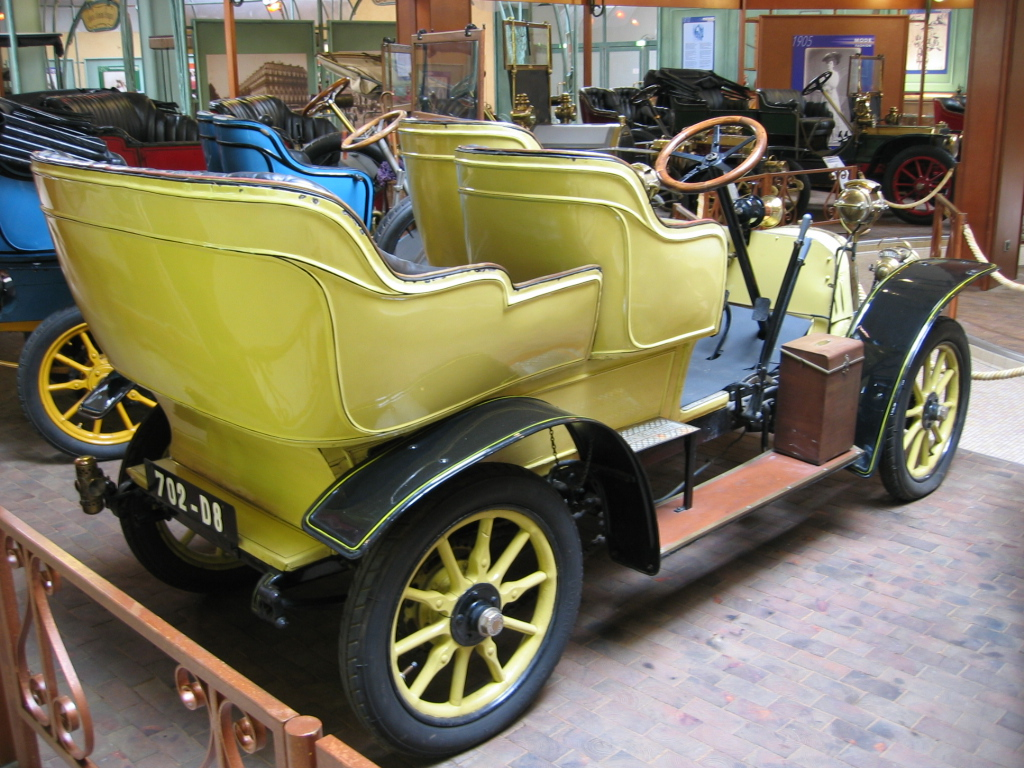
Peugeot Lion VC2 Double Phaéton de 1909.